# Pandémie de Covid-19 dans la Capitale-Nationale
Cet article relate la pandémie de Covid-19 dans la région administrative de la Capitale-Nationale. Il détaille l'évolution et l'impact de la pandémie de Covid-19 dans la région administrative de la Capitale-Nationale, au Québec. Cette région, qui comprend la ville de Québec, a été confrontée à divers défis et a mis en œuvre des mesures spécifiques pour lutter contre la propagation du virus. L'article fournit une chronologie des événements et des actions clés liées à la pandémie dans cette région, permettant ainsi de comprendre les implications locales de cette crise sanitaire mondiale.

## Chronologie

### 2020
Le 26 juillet, une manifestation contre le port du masque obligatoire se tient devant l'Assemblée nationale à Québec. Elle est organisée par Frédéric Pitre, fondateur du mouvement « Appel à la liberté », et Alexis Cossette-Trudel. Plusieurs orateurs, dont Lucie Laurier, énoncent leurs craintes que le Québec ne se transforme en dictature.
Le 23 août, une deuxième manifestation antimasque se tient à Québec. Organisée par Éric Duhaime, ancien animateur radio de Québec, et Josée Turmel, ancienne chef d'antenne de TQS, elle rassemble près de 2 000 personnes. 
Ce soir-là, une soirée de karaoké dans la ville de Québec entraîne 50 infections à la Covid-19. Une mise à jour du nombre évalue plutôt à 81 le nombre de cas à la suite de cette soirée. À la suite de cette éclosion, le service de police municipal démarre une enquête pour connaître les circonstances ayant mené à ces infections.
Dans la dernière semaine de septembre, à la suite du refus de Radio X de diffuser une publicité gouvernementale pour répliquer au discours des complotistes de la pandémie, l'administration de la Ville de Québec prend la décision de ne plus acheter de publicité sur cette chaîne. Plusieurs entreprises emboîtent le pas, dont Hydro-Québec, Desjardins et Pizza Royale.
À la fin septembre, il reste peu de lits pour les soins intensifs disponibles dans la région. Bien qu'il serait possible d'augmenter le nombre de lits disponibles, le personnel pour s'occuper d'une augmentation de capacité est manquant.
Lors de la deuxième vague à l'automne 2020, la Capitale-Nationale est la région du Québec la plus touchée, avec 150 foyers d'infection en octobre. La soirée du karaoké du mois d'août est pointé du doigt comme point de départ, mais la maire Régis Labaume n'hésite pas quant à lui à accuser les nano-Trump qui croient pas à l'utilité du masque.
Afin de faire face à cette éclosion, du délestage est effectué dans le système hospitalier de la grande région de Québec. La vice-première ministre, Geneviève Guilbault, indique dans une conférence de presse avec Régis Labaume le 24 octobre que si la situation continue de se détériorer, la population pourrait ne pas être en mesure de recevoir certains soins, les hôpitaux devant gérer le grand nombre de cas de Covid-19.

### 2021
Le 7 mars, une manifestation a lieu dans la ville de Québec. Plus de 20 000 personnes réclament la reprise des sports.
La situation stable depuis début février fait basculer le 8 mars 2021 la région en zone orange, dont la mesure principale est la réouverture des restaurants et des installations sportives intérieures.
Toujours en mars, une éclosion de plus de 70 cas est relié au gym Mega Fitness. Ce gym avait défié les consignes de la santé publique à l'été 2020, alors que tous les gyms de la région étaient fermés. La Santé publique émet par la suite une ordonnance de fermeture pour ce gym en raison d'« évidentes lacunes sanitaires ».
Début avril 2021, les villes de Québec et Lévis sont placées en « situation d'urgence » par le gouvernement à la suite d'une flambée du nombre de cas impliquant des variants du virus. Un centre d'entraînement est entre autres la source de plus de 570 cas qui engendrent plus de 20 éclosions dans d'autres milieux de travail,. La hausse du nombre d'admissions aux soins intensifs et l'absence de plus d'une centaine de membres du personnel hospitalier à cause d'infection ou l'isolation préventive engendre le retour du délestage au CHU de Québec.

## Paliers d'alerte
| Année              | 2020  | 2020   | 2020    | 2020   | 2021   | 2021      | 2021   | 2021    | 2021    |
| Date de changement | 8 sep | 22 sep | 28 sep, | 16 oct | 8 mars | 1er avril | 31 mai | 14 juin | 28 juin |
| ------------------ | ----- | ------ | ------- | ------ | ------ | --------- | ------ | ------- | ------- |
| Palier             |       |        |         |        |        |           |        |         |         |

- Mesures particulières
- Vigilance
- Préalerte
- Préalerte avec exceptions pour certains territoires
- Alerte
- Alerte avec exceptions pour certains territoires
- Alerte maximale